# Araucaria bidwillii
Araucaria bidwillii is een conifeer die endemisch is in de tropische regenwouden van Queensland (Australië). De boom is ook bekend als 'bunya buny' of 'bunya pine'. Bunya is een woord afkomstig uit de taal van de Aborigines dat is overgenomen door de vroege kolonisten.

## Botanische beschrijving

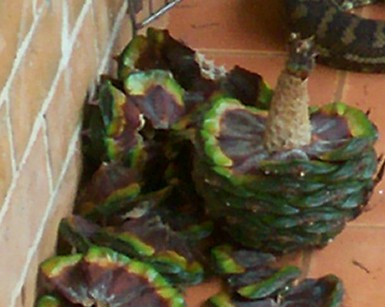
vrouwelijke kegel

Araucaria bidwillii is een groenblijvende boom die tot 50 m hoog kan worden. De diameter van de stam kan 1,5 m bedragen.
De kronen van jonge bomen (zoals op de afbeelding) zijn piramidaal van vorm terwijl de kronen van oudere bomen meer koepelvormig zijn.
De bladeren van jonge exemplaren (en bladeren die in de schaduw groeien) zijn lichtgroen en 2,5-5 cm lang. Volwassen bladeren (en bladeren die worden blootgesteld aan de zon) zijn lichtgroen en 0,7-2,8 cm lang.
Araucaria bidwillii is in tegenstelling tot de meeste andere Araucaria-soorten eenhuizig.
Op de leeftijd van veertien jaar produceren de bomen voor het eerst kegels. De mannelijke (verschijnen in april en worden volwassen tegen september en oktober) zijn langgerekt en tot 20 cm lang. Zaad kegels (vrouwelijk) beginnen te groeien tussen december en maart, ongeveer zeventien maanden na de bevruchting door het pollen afkomstig van de mannelijke kegels. De vrouwelijke kegels zijn bolvormig, 30 cm breed en 22 cm lang en kunnen tot 10 kg wegen. Elke vrouwelijke kegel bevat ongeveer vijftig tot honderd zaden die elk ongeveer 2,5 cm lang zijn.

## Cultivatie en toepassingen
Ondanks zijn tropische afkomst kan Araucaria bidwillii toch gehouden worden in koudere gebieden in Australië. De boom wordt op een relatief grote schaal gekweekt en aangeplant (vooral in tropische gebieden).
Aborigines hielden elke drie jaar (tussen januari en maart) 'bunya feesten' op verschillende plaatsen in Queensland, waarbij het roosteren en eten van de zaden van Araucaria bidwillii centraal stond.
... · 
A. angustifolia · 
A. araucana (Slangenden) · 
A. bidwillii · 
A. columnari · 
A. cunninghamii · 
A. heterophylla · 
A. luxurians · 
...